# Juzanvigny
Juzanvigny település Franciaországban, Aube megyében. Lakosainak száma 130 fő (2022. január 1.). Juzanvigny Brienne-le-Château, Crespy-le-Neuf, Épothémont és Maizières-lès-Brienne községekkel határos.

## Népesség
A település népessége az elmúlt években az alábbi módon változott:
| Lakosok száma | 198  | 151  | 120  | 126  | 127  | 127  | 127  | 128  | 127  | 130  |
|               | 1968 | 1982 | 1990 | 2006 | 2013 | 2015 | 2017 | 2019 | 2020 | 2022 |